# Elvir Ovčina
Elvir Ovčina (* 16. Juli 1976 in Sarajevo, SR Bosnien und Herzegowina) ist ein ehemaliger bosnischer Basketballspieler, der auf der Position des Centers spielte. Bis 2019 war er Assistenztrainer bei den EWE Baskets Oldenburg.

## Karriere
Ovčina studierte in den Vereinigten Staaten an der Syracuse University im US-Bundesstaat New York und spielte für die Orangemen genannte Mannschaft der Universität in der NCAA. In seinem ersten Jahr als Freshman erreichte er mit seiner Mannschaft das Finale, wo man in jenem Jahr dem überlegenen Team der Kentucky Wildcats unterlag, welches neun spätere NBA-Spieler in seinen Reihen hatte.
Nach seiner Collegezeit spielte er in Europa zunächst in Slowenien, bevor er 2001 in die deutsche Basketball-Bundesliga zu den EWE Baskets Oldenburg wechselte. Mit seinen Leistungen in Oldenburg, wo er 2003 am BBL All-Star Game teilnahm, empfahl er sich für den griechischen Spitzenklub Olympiakos Piräus, der ihn 2004 verpflichtete. An der Ägäis konnte er sich jedoch nicht durchsetzen und wechselte zum Jahreswechsel zurück in die BBL zu RheinEnergie Cologne. Mit RheinEnergie wurde er 2005 Deutscher Pokalsieger. In der darauffolgenden Saison stand er kurzzeitig im Kader von Chimik Juschne an der ukrainischen Schwarzmeerküste, welcher am Ende der Saison das Endspiel um die FIBA EuroCup Challenge erreichte. Ovčina war zu diesem Zeitpunkt schon nach Belgien zum BC Telindus in Ostende gewechselt. Bei seinem dreijährigen Engagement in Ostende wurde er 2006 und 2007 zweimal belgischer Meister und erreichte 2008 das Pokalfinale. In der Saison 2008/09 spielte er in seiner Heimatstadt Sarajevo beim KK Bosna und wurde mit seiner Mannschaft Vizemeister und Pokalsieger in Bosnien und Herzegowina. Die Saison 2009/10 begann er wieder in Polzela in Slowenien, bevor er im Januar 2010 seinen Vertrag auflöste und zurück in die BBL zum abstiegsbedrohten Klub nach Gießen wechselte. Dort erhielt er im Sommer 2010 einen weiteren Vertrag über drei Jahre. Dabei sollte er auch mehr in die Jugendarbeit des Vereins eingebunden werden. Nach dem Abstieg von Gießen in die ProA nach der Saison 2012/13 wurde der Vertrag mit ihm nicht verlängert.
Ein persönliches Highlight seiner Karriere bedeutete ein seltenes triple-double im ULEB Cup 2007 im Spiel von Ostende gegen Roter Stern Belgrad. Mit der bosnisch-herzegowinischen Nationalmannschaft nahm Ovčina an den Europameisterschaften 1997, 1999, 2001, 2003 und 2005 teil, wobei er 1999 nur eine Minute zum Einsatz kam.
Im Sommer 2017 stieß er als Assistenztrainer zum Stab der EWE Baskets Oldenburg, kehrte also an eine frühere Wirkungsstätte zurück und blieb dort bis 2019.